# Anja Kling
Anja Kling (n. 22 martie 1970, Potsdam, RDG) este o actriță germană.
Activitatea sa denotă o excepțională versatilitate profesională. În prezent, trăiește la Wilhelmshorst, Germania și este mamă a doi copii.

## Roluri în filme
- 1989: "Grüne Hochzeit" ca Susanne
- 1990: "Polizeiruf 110"- Tödliche Träume
- 1991: Polizeiruf 110 - Zerstörte Hoffnung
- 1992: Landschaft mit Dornen
- 1993: "Derrick"– Langsamer Walzer
- 1994: Sherlock Holmes und die sieben Zwerge ca Königin
- 1994: Hagedorns Tochter (13 Episoden) ca Helke Hagedorn, Hauptrolle
- 1995: Die Sturzflieger ca Angie
- 1996 bzw. 2000: "Von Hölle zu Hölle"
- 1997: Das Hochzeitsgeschenk
- 1999: Solange es Liebe gibt
- 2000: "Tatort"– Direkt ins Herz, Gasthauptrolle
- 2001: High Adventure ca Hope Gruner
- 2002: Herz in Flammen ca Beate Wangenheim
- 2002: "Die Affäre Semmeling" ca Finanzbeamtin
- 2003: "Das fliegende Klassenzimmer" ca Kathrin
- 2003: September ca Sandra
- 2004: "(T)Raumschiff Surprise – Periode 1" ca Königin Metapha
- 2004: "Nachtschicht – Vatertag" ca Adoptivmutter des Sohnes des Kriminellen Santini
- 2005: "Es ist ein Elch entsprungen" ca Kerstin
- 2005: Irren ist sexy (mit ihrer Schwester Gerit) ca Anne
- 2006: Freundinnen fürs Leben ca Andrea
- 2006: "Wo ist Fred?" ca Mara
- 2007: "Die Masche mit der Liebe" ca Eva
- 2007: Tatort: Schleichendes Gift ca Julia Jansen
- 2007: "Küss mich, Genosse" ca Genossin Hartung
- 2008: Verrückt nach Emma ca Emma
- 2008: "Wir sind das Volk - Liebe kennt keine Grenzen" ca Katja Schell
- 2008: Die Frau aus dem Meer
- 2008: "Der Amokläufer - Aus Spiel wird Ernst" ca Maren Hilbert
- 2009: "Hexe Lilli – Der Drache und das magische Buch" ca Mutter (mamă)
- 2009: "Männersache" ca Susi
- 2010  "Es war einer von uns" ca Leonie